# Рудзиська
Рудзиська (пол. Rudziska, нім. Rudzisken, 1938-45: Rudau) — село в Польщі, у гміні Біскупець Ольштинського повіту Вармінсько-Мазурського воєводства.
Населення — 113 осіб (2011).
У 1975-1998 роках село належало до Ольштинського воєводства.

## Демографія
Демографічна структура станом на 31 березня 2011 року:
|          | Загалом | Допрацездатний вік | Працездатний вік | Постпрацездатний вік |
| -------- | ------- | ------------------ | ---------------- | -------------------- |
| Чоловіки | 53      | 12                 | 39               | 2                    |
| Жінки    | 60      | 15                 | 38               | 7                    |
| Разом    | 113     | 27                 | 77               | 9                    |